# Municipalité (Colombie)
Pour les articles homonymes, voir Municipalité.
Les municipalités de Colombie sont des subdivisions décentralisées de troisième niveau (après le niveau national et le niveau départemental) de la République de Colombie. 
Les 1 102 municipalités (municipios) du pays sont regroupées en 32 départements, dont elles constituent en général la principale partie, avec parfois des corregimientos et/ou des districts (grandes zones urbaines constituées de plusieurs municipalités alors appelées localités) (le district de la capitale Bogota constituant un département à lui seul) (voir plus bas).
Chaque municipalité est dirigée par un alcade (alcalde) élu au suffrage populaire et qui représente le plus haut officier de l’exécutif gouvernemental au niveau municipal, juste en dessous du mandat du gouverneur de leur département, qui est aussi le représentant de toutes les municipalités du département.
Les municipalités de Colombie sont aussi groupées dans une association appelée la Federación Colombiana de Municipios (Fédération colombienne des municipalités) qui fonctionne comme un syndicat de droit privé, selon le droit constitutionnel conféré aux associations de se former librement pour défendre leurs intérêts communs face à l’État et aux autres collectivités.
Historiquement, de nombreuses municipalités ont été formées à partir du regroupement - ou de la division - d’anciennes garnisons militaires (les corregimientos). Certains départements ruraux ou très inhospitaliers et peu habités (ou dont le territoire est mal contrôlé par les autorités officielles) comptent ainsi davantage de corregimientos que de municipalités. Toutefois, par tradition, les « co-régiments » qui subsistent encore aujourd’hui sont considérés au même niveau que les municipalités, même si leur mode de fonctionnement est différent : ils sont placés aussi sous l’autorité du gouverneur du département. Dans le reste du pays, les « co-régiments » existent toujours en tant que subdivision purement militaire, mais indépendamment de la subdivision civile et du gouvernement exécutif.
Les municipalités sont listées ci-dessous, par département. Au sein des départements, certaines municipalités très urbanisées se sont regroupées en districts dans une aire urbaine plus large. Ces districts ne sont alors plus divisés en municipalités mais en localités. Le district capital de Bogota ne fait lui-même plus partie du département dont il est le chef-lieu, mais est aujourd’hui assimilé à un département.

## Listes de municipalités par département

### Amazonie(Amazonas)

Les municipalités en Amazonas et ses corregimientos départementaux.

Le département de l’Amazonie ne compte que 2 municipalités, le reste du département étant divisé en « corregimientos départementaux » qui, comme dit plus haut, sont considérés comme étant au même niveau que les municipalités même si leur mode de fonctionnement est différent. La raison de cette classification est que ce large territoire est très inhospitalier, peu développé et habité uniquement par des peuples indigènes vivant dans la forêt amazonienne.
Municipalités :
- Leticia
- Puerto Nariño

Corregimientos spéciaux :
- El Encanto
- La Chorrera
- La Pedrera
- La Victoria
- Mirití-Paraná
- Puerto Alegría
- Puerto Arica
- Puerto Santander
- Tarapacá

### Antioquia

Municipalités de l’Antioquia. Le district et l’aire urbaine de Medellín sont surlignés.

- Abejorral
- Abriaquí
- Alejandría
- Amagá
- Amalfi
- Andes
- Angelópolis
- Angostura
- Anorí
- Anzá
- Apartadó
- Arboletes
- Argelia
- Armenia
- Barbosa
- Bello
- Belmira
- Betania
- Betulia
- Bolívar
- Briceño
- Buriticá
- Cáceres
- Caicedo
- Caldas
- Campamento
- Cañasgordas
- Caracolí
- Caramanta
- Carepa
- Carolina del Príncipe
- Caucasia
- Chigorodó
- Cisneros
- Cocorná
- Concepción
- Concordia
- Copacabana
- Dabeiba
- Don Matías
- Ebéjico
- El Bagre
- El Carmen de Viboral
- El Peñol
- El Retiro
- El Santuario
- Entrerríos
- Envigado
- Fredonia
- Frontino
- Giraldo
- Girardota
- Gómez Plata
- Granada
- Guadalupe
- Guarne
- Guatapé
- Heliconia
- Hispania
- Itagüí
- Ituango
- Jardín
- Jericó
- La Ceja
- La Estrella
- La Pintada
- La Unión
- Liborina
- Maceo
- Marinilla
- Medellín
- Montebello
- Murindó
- Mutatá
- Nariño
- Nechí
- Necoclí
- Olaya
- Peque
- Pueblorrico
- Puerto Berrío
- Puerto Nare
- Puerto Triunfo
- Remedios
- Rionegro
- Sabanalarga
- Sabaneta
- Salgar
- San Andrés de Cuerquia
- San Carlos
- San Francisco
- San Jerónimo
- San José de la Montaña
- San Juan de Urabá
- San Luis
- San Pedro de los Milagros
- San Pedro de Urabá
- San Rafael
- San Roque
- Santa Bárbara
- Santa Fe de Antioquia
- Santa Rosa de Osos
- Santo Domingo
- San Vicente
- Segovia
- Sonsón
- Sopetrán
- Támesis
- Tarazá
- Tarso
- Titiribí
- Toledo
- Turbo
- Uramita
- Urrao
- Valdivia
- Valparaíso
- Vegachí
- Venecia
- Vigía del Fuerte
- Yalí
- Yarumal
- Yolombó
- Yondó
- Zaragoza

### Arauca

Municipalités de l’Arauca.

- Arauca (chef lieu)
- Arauquita
- Cravo Norte
- Fortul
- Puerto Rondón
- Saravena
- Tame

### Atlantique(Atlántico)

Municipalités de l’Atlántico.

- Baranoa
- Barranquilla
- Campo de la Cruz
- Candelaria
- Galapa
- Juan de Acosta
- Luruaco
- Malambo
- Manatí
- Palmar de Varela
- Piojó
- Polonuevo
- Ponedera
- Puerto Colombia
- Repelón
- Sabanagrande
- Sabanalarga
- Santa Lucía
- Santo Tomás
- Soledad
- Suan
- Tubará
- Usiacurí

### Bolívar

Municipalités du Bolívar.

- Achi
- Altos del Rosario
- Arenal
- Arjona
- Arroyohondo
- Barranco de Loba
- Brazuelo de Papayal
- Calamar
- Cantagallo
- Carthagène des Indes
- Cicuco
- Clemencia
- Córdoba
- El Carmen de Bolívar
- El Guamo
- El Peñón
- Hatillo de Loba
- Magangué
- Mahates
- Margarita
- Maria La Baja
- Montecristo
- Morales
- Norosí
- Pinillos
- Regidor
- Río Viejo
- San Cristóbal
- San Estanislao
- San Fernando
- San Jacinto
- San Jacinto del Cauca
- San Juan de Nepomuceno
- San Martín de Loba
- San Pablo
- Santa Catalina
- Santa Cruz de Mompox
- Santa Rosa
- Santa Rosa del Sur
- Simití
- Soplaviento
- Talaigua Nuevo
- Tiquisio
- Turbaco
- Turbaná
- Villanueva
- Zambrano

### Boyacá

Municipalités du Boyacá. Le district et l’aire urbaine de Tunja sont surlignés.

- Almeida
- Aquitania
- Arcabuco
- Belén
- Berbeo
- Betéitiva
- Boavita
- Boyacá
- Briceño
- Buenavista
- Busbanzá
- Caldas
- Campohermoso
- Cerinza
- Chinavita
- Chiquinquirá
- Chíquiza
- Chiscas
- Chita
- Chitaraque
- Chivatá
- Chivor
- Ciénega
- Cómbita
- Coper
- Corrales
- Covarachía
- Cubará
- Cucaita
- Cuítiva
- Duitama
- El Cocuy
- El Espino
- Firavitoba
- Floresta
- Gachantivá
- Gámeza
- Garagoa
- Guacamayas
- Guateque
- Guayatá
- Güicán
- Iza
- Jenesano
- Jericó
- La Capilla
- La Uvita
- La Victoria
- Labranzagrande
- Macanal
- Maripí
- Miraflores
- Mongua
- Monguí
- Moniquirá
- Motavita
- Muzo
- Nobsa
- Nuevo Colón
- Oicatá
- Otanche
- Pachavita
- Paipa
- Pajarito
- Panqueba
- Pauna
- Paya
- Paz de Río
- Pesca
- Pisba
- Puerto Boyacá
- Páez
- Quípama
- Ramiriquí
- Ráquira
- Rondón
- Saboyá
- Sáchica
- Samacá
- San Eduardo
- San José de Pare
- San Luis de Gaceno
- San Mateo
- San Miguel de Sema
- San Pablo de Borbur
- Santa María
- Santa Rosa de Viterbo
- Santa Sofía
- Santana
- Sativanorte
- Sativasur
- Siachoque
- Soatá
- Socha
- Socotá
- Sogamoso
- Somondoco
- Sora
- Soracá
- Sotaquirá
- Susacón
- Sutamarchán
- Sutatenza
- Tasco
- Tenza
- Tibaná
- Tibasosa
- Tinjacá
- Tipacoque
- Toca
- Togüí
- Tópaga
- Tota
- Tunja
- Tununguá
- Turmequé
- Tuta
- Tutazá
- Úmbita
- Ventaquemada
- Villa de Leyva
- Viracachá
- Zetaquira

### Caldas

Municipalités des Caldas.

- Aguadas
- Anserma
- Aranzazu
- Belalcázar
- Chinchiná
- Filadelfia
- La Dorada
- La Merced
- Manizales
- Manzanares
- Marmato
- Marquetalia
- Marulanda
- Neira
- Norcasia
- Pácora
- Palestina
- Pensilvania
- Riosucio
- Risaralda
- Salamina
- Samaná
- San José
- Supía
- Victoria
- Villamaría
- Viterbo

### Caquetá

Municipalités du Caquetá.

- Albania
- Belén de los Andaquíes
- Cartagena del Chairá
- Curillo
- El Doncello
- El Paujil
- Florencia
- La Montañita
- Puerto Milán
- Morelia
- Puerto Rico
- San José del Fragua
- San Vicente del Caguán
- Solano
- Solita
- Valparaíso

### Casanare

Municipalités du Casanare.

- Aguazul
- Chameza
- Hato Corozal
- La Salina
- Maní
- Monterrey
- Nunchía
- Orocué
- Paz de Ariporo
- Pore
- Recetor
- Sabanalarga
- Sácama
- San Luis de Palenque
- Támara
- Tauramena
- Trinidad
- Villanueva
- Yopal

### Cauca

Municipalités du Cauca.

- Almaguer
- Argelia
- Balboa
- Bolívar
- Buenos Aires
- Cajibío
- Caldono
- Caloto
- Corinto
- El Tambo
- Florencia
- Guachené
- Guapi
- Inzá
- Jambaló
- La Sierra
- La Vega
- López de Micay
- Mercaderes
- Miranda
- Morales
- Padilla
- Páez
- Patía
- Piamonte
- Piendamó
- Popayán
- Puerto Tejada
- Puracé
- Rosas
- San Sebastián
- Santander de Quilichao
- Santa Rosa
- Silvia
- Sotará
- Suárez
- Sucre
- Timbío
- Timbiquí
- Toribío
- Totoró
- Villa Rica

### Cesar

Municipalités du Cesar.

- Aguachica
- Agustín Codazzi
- Astrea
- Becerril
- Bosconia
- Chimichagua
- Chiriguaná
- Curumaní
- El Copey
- El Paso
- Gamarra
- González
- La Gloria
- La Jagua de Ibirico
- Manaure
- Pailitas
- Pelaya
- Pueblo Bello
- Río de Oro
- La Paz Robles
- San Alberto
- San Diego
- San Martín
- Tamalameque
- Valledupar

### Chocó

Municipalités du Chocó.

- Acandí
- Alto Baudó
- Bagadó
- Bahía Solano
- Bajo Baudó
- Bojayá
- Cértegui
- Condoto
- El Atrato
- El Cantón de San Pablo
- El Carmen de Atrato
- El Carmen del Darién
- Istmina
- Juradó
- Litoral del San Juan
- Lloró
- Medio Atrato
- Medio Baudó
- Medio San Juan
- Nóvita
- Nuquí
- Quibdó
- Río Iró
- Río Quito
- Riosucio
- San José del Palmar
- Sipí
- Tadó
- Unguía
- Unión Panamericana

### Córdoba

Municipalités du Córdoba.

- Ayapel
- Buenavista
- Canalete
- Cereté
- Chimá
- Chinú
- Ciénaga de Oro
- Cotorra
- La Apartada
- Los Córdobas
- Momil
- Moñitos
- Montelíbano
- Montería
- Planeta Rica
- Pueblo Nuevo
- Puerto Escondido
- Puerto Libertador
- Purísima
- Sahagún
- San Andrés de Sotavento
- San Antero
- San Bernardo del Viento
- San Carlos
- San Pelayo
- Santa Cruz de Lorica
- Tierralta
- Tuchín
- Valencia

### Cundinamarca

Municipalités du Cundinamarca (et le district capital).

Le district capital de Bogotá, qui en est le chef-lieu ne fait plus juridiquement partie du département mais a un statut spécial en tant que capitale du pays.
- Agua de Dios
- Albán
- Anapoima
- Anolaima
- Apulo
- Arbeláez
- Beltrán
- Bituima
- Bojacá
- Cabrera
- Cachipay
- Cajicá
- Caparrapí
- Cáqueza
- Carmen de Carupa
- Chaguaní
- Chipaque
- Choachí
- Chocontá
- Chía
- Cogua
- Cota
- Cucunubá
- El Colegio
- El Peñón
- El Rosal
- Facatativá
- Fómeque
- Fosca
- Funza
- Fusagasugá
- Fúquene
- Gachalá
- Gachancipá
- Gachetá
- Gama
- Girardot
- Granada
- Guachetá
- Guaduas
- Guasca
- Guataquí
- Guatavita
- Guayabal de Síquima
- Guayabetal
- Gutiérrez
- Jerusalén
- Junín
- La Calera
- La Mesa
- La Palma
- La Peña
- La Vega
- Lenguazaque
- Machetá
- Madrid
- Manta
- Medina
- Mosquera
- Nariño
- Nemocón
- Nilo
- Nimaima
- Nocaima
- Pacho
- Paime
- Pandi
- Paratebueno
- Pasca
- Puerto Salgar
- Pulí
- Quebradanegra
- Quetame
- Quipile
- Ricaurte
- San Antonio del Tequendama
- San Bernardo
- San Cayetano
- San Francisco de Sales
- San Juan de Rioseco
- Sasaima
- Sesquilé
- Sibaté
- Silvania
- Simijaca
- Soacha
- Sopó
- Subachoque
- Suesca
- Supatá
- Susa
- Sutatausa
- Tabio
- Tausa
- Tena
- Tenjo
- Tibacuy
- Tibirita
- Tocaima
- Tocancipá
- Topaipí
- Ubalá
- Ubaque
- Ubaté
- Une
- Útica
- Venecia
- Vergara
- Vianí
- Villagómez
- Villapinzón
- Villeta
- Viotá
- Yacopí
- Zipacón
- Zipaquirá

#### District capital deBogota

L’aire urbaine de Bogotá et le district capital.

Géographiquement, la capitale du pays, Bogotá, est située au sein du département du Cundinamarca, dont elle était l'ancienne capitale. Elle en est restée le chef-lieu, mais n'en fait plus partie juridiquement. En effet, une petite partie du département voisin lui a été rattachée et, désormais, l'ensemble constitue un district, qui a le rang de département à part entière. Comme tout district colombien, le district capital est divisé en localités (localidades) qui ne sont pas à proprement parler des municipalités :
- Antonio Nariño
- Barrios Unidos
- Bosa
- Chapinero
- Ciudad Bolívar
- Engativá
- Fontibón
- Kennedy
- La Candelaria
- Los Mártires
- Puente Aranda
- Rafael Uribe Uribe
- San Cristóbal
- Santa Fe
- Suba
- Sumapaz
- Teusaquillo
- Tunjuelito
- Usaquén
- Usme

### La Guajira

Municipalités de La Guajira.

- Albania
- Barrancas
- Dibulla
- Distracción
- El Molino
- Fonseca
- Hatonuevo
- La Jagua del Pilar
- Maicao
- Manaure
- Riohacha
- San Juan del Cesar
- Uribia
- Urumita
- Villanueva

### Guainía

Carte du département de Guainía.

Municipalité :
- Inírida
- Barrancominas

Corregemientos :
- Cacahual
- La Guadalupe
- Morichal Nuevo
- Pana Pana
- Puerto Colombia
- San Felipe

### Guaviare

Carte du département de Guaviare.

- Calamar
- El Retorno
- Miraflores
- San José del Guaviare

### Huila

Municipalités de l’Huila.

- Acevedo
- Aipe
- Algeciras
- Altamira
- Baraya
- Campoalegre
- Colombia
- El Agrado
- El Pital
- Elías
- Garzón
- Gigante
- Guadalupe
- Hobo
- Iquira
- Isnos
- La Argentina
- La Plata
- Nátaga
- Neiva
- Oporapa
- Paicol
- Palermo
- Palestina
- Pitalito
- Rivera
- Saladoblanco
- San Agustín
- Santa María
- Suaza
- Tarqui
- Tello
- Teruel
- Tesalia
- Timaná
- Villavieja
- Yaguará

### Magdalena

Municipalités du Magdalena.

- Algarrobo
- Aracataca
- Ariguaní
- Cerro de San Antonio
- Chibolo
- Ciénaga
- Concordia
- El Banco
- El Piñón
- El Retén
- Fundación
- Guamal
- Nueva Granada
- Pedraza
- Pijiño del Carmen
- Pivijay
- Plato
- Pueblo Viejo
- Remolino
- Sabanas de San Ángel
- Salamina
- San Sebastián de Buenavista
- San Zenón
- Santa Ana
- Santa Bárbara de Pinto
- Santa Marta
- Sitionuevo
- Tenerife
- Zapayán
- Zona Bananera

### Meta

Municipalités du Meta.

- Acacías
- Barranca de Upía
- Cabuyaro
- Castilla la Nueva
- Cubarral
- Cumaral
- El Calvario
- El Castillo
- El Dorado
- Fuente de Oro
- Granada
- Guamal
- La Macarena
- La Uribe
- Lejanías
- Mapiripán
- Mesetas
- Puerto Concordia
- Puerto Gaitán
- Puerto Lleras
- Puerto López
- Puerto Rico
- Restrepo
- San Carlos de Guaroa
- San Juan de Arama
- San Juanito
- San Martín
- Villavicencio
- Vista Hermosa

### Nariño

Municipalités du Nariño.

- Albán
- Aldana
- Ancuyá
- Arboleda
- Barbacoas
- Belén
- Buesaco
- Chachagüí
- Colón Génova
- Consacá
- Contadero
- Córdoba
- Cuaspud-Carlosama
- Cumbal
- Cumbitara
- El Charco
- El Peñol
- El Rosario
- El Tablón de Gómez
- El Tambo
- Francisco Pizarro
- Funes
- Guachucal
- Guaitarilla
- Gualmatán
- Iles
- Imués
- Ipiales
- La Cruz
- La Florida
- La Llanada
- La Tola
- La Unión
- Leiva
- Linares
- Los Andes Sotomayor
- Magüi Payán
- Mallama
- Mosquera
- Nariño
- Olaya Herrera
- Ospina
- Policarpa
- Potosí
- Providencia
- Puerres
- Pupiales
- Ricaurte
- Roberto Payán
- Samaniego
- San Bernardo
- San Juan de Pasto
- San Lorenzo
- San Pablo
- San Pedro de Cartago
- Sandoná
- Santa Bárbara
- Santacruz
- Sapuyes
- Taminango
- Tangua
- Tumaco
- Túquerres
- Yacuanquer

### Nord de Santander(Norte de Santander)

Municipalités du Norte de Santander.

- Abrego
- Arboledas
- Bochalema
- Bucarasica
- Cáchira
- Cácota
- Chinácota
- Chitagá
- Convención
- Cúcuta
- Cucutilla
- Duranía
- El Carmen
- El Tarra
- El Zulia
- Gramalote
- Hacarí
- Herrán
- La Esperanza
- La Playa de Belén
- Labateca
- Los Patios
- Lourdes
- Mutiscua
- Ocaña
- Pamplona
- Pamplonita
- Puerto Santander
- Ragonvalia
- Salazar de las Palmas
- San Calixto
- San Cayetano
- Santo Domingo de Silos
- Santiago
- Sardinata
- Teorama
- Tibú
- Toledo
- Villa Caro
- Villa del Rosario

### Putumayo

Municipalités du Putumayo.

- Colón
- Mocoa
- Orito
- Puerto Asís
- Puerto Caicedo
- Puerto Guzmán
- Puerto Leguízamo
- San Francisco
- San Miguel
- Santiago
- Sibundoy
- Valle del Guamuez
- Villagarzón

### Quindío

Municipalités du Quindío.

- Armenia
- Buenavista
- Calarcá
- Circasia
- Córdoba
- Filandia
- Génova
- La Tebaida
- Montenegro
- Pijao
- Quimbaya
- Salento

### Risaralda

Municipalités du Risaralda.

- Apía
- Balboa
- Belén de Umbría
- Dosquebradas
- Guática
- La Celia
- La Virginia
- Marsella
- Mistrató
- Pereira
- Pueblo Rico
- Quinchía
- Santa Rosa de Cabal
- Santuario

### Archipel de San Andrés, Providencia et Santa Catalina
- Providencia y Santa Catalina
- San Andrés

### Santander

Municipalités du Santander.

- Aguada
- Albania
- Aratoca
- Barbosa
- Barichara
- Barrancabermeja
- Betulia
- Bolívar
- Bucaramanga
- Cabrera
- California
- Capitanejo
- Carcasí
- Cepitá
- Cerrito
- Charalá
- Charta
- Chima
- Chipatá
- Cimitarra
- Concepción
- Confines
- Contratación
- Coromoro
- Curití
- El Carmen de Chucurí
- El Guacamayo
- El Peñón
- El Playón
- Encino
- Enciso
- Florián
- Floridablanca
- Galan
- Gámbita
- Girón
- Guaca
- Guadalupe
- Guapotá
- Guavatá
- Güepsa
- Hato
- Jesús María
- Jordán
- La Belleza
- Landázuri
- La Paz
- Lebrija
- Los Santos
- Macaravita
- Málaga
- Matanza
- Mogotes
- Molagavita
- Ocamonte
- Oiba
- Onzaga
- Palmar
- Palmas del Socorro
- Páramo
- Piedecuesta
- Pinchote
- Puente Nacional
- Puerto Parra
- Puerto Wilches
- Rionegro
- Sabana de Torres
- San Andrés
- San Benito
- San Gil
- San Joaquín
- San José de Miranda
- San Miguel
- Santa Bárbara
- Santa Helena del Opón
- San Vicente de Chucurí
- Simacota
- Socorro
- Suaita
- Sucre
- Suratá
- Tona
- Valle de San José
- Vélez
- Vetas
- Villanueva
- Zapatoca

### Sucre

Municipalités du Sucre.

- Buenavista
- Caimito
- Chalán
- Colosó
- Corozal
- Coveñas
- El Roble
- Galeras
- Guaranda
- La Unión
- Los Palmitos
- Majagual
- Morroa
- Ovejas
- Sampués
- San Antonio de Palmito
- San Benito Abad
- San Juan de Betulia
- San Marcos
- San Onofre
- San Pedro
- Santiago de Tolú
- Sincé
- Sincelejo
- Sucre
- Toluviejo

### Tolima

Municipalités du Tolima.

- Alpujarra
- Alvarado
- Ambalema
- Anzoátequi
- Armero-Guayabal
- Ataco
- Cajamarca
- Carmen de Apicalá
- Casabianca
- Chaparral
- Coello
- Coyaima
- Cunday
- Dolores
- El Guamo
- Espinal
- Falan
- Flandes
- Fresno
- Herveo
- Honda
- Ibagué
- Icononzo
- Lérida
- Líbano
- Mariquita
- Melgar
- Murillo
- Natagaima
- Ortega
- Piedras
- Palocabildo
- Planadas
- Prado
- Purificación
- Rioblanco
- Roncesvalles
- Rovira
- Saldaña
- San Antonio
- San Luis
- Santa Isabel
- Suárez
- Valle de San Juan
- Venadillo
- Villahermosa
- Villarrica

### Vallée du Cauca(Valle del Cauca)

Municipalités du Valle del Cauca.

- Alcalá
- Andalucía
- Ansermanuevo
- Argelia
- Bolívar
- Buenaventura
- Buga
- Bugalagrande
- Caicedonia
- Cali
- Calima el Darién
- Candelaria
- Cartago
- Dagua
- El Águila
- El Cairo
- El Cerrito
- El Dovio
- Florida
- Ginebra
- Guacarí
- Jamundí
- La Cumbre
- La Unión
- La Victoria
- Obando
- Palmira
- Pradera
- Restrepo
- Riofrío
- Roldanillo
- San Pedro
- Sevilla
- Toro
- Trujillo
- Tuluá
- Ulloa
- Versalles
- Vijes
- Yotoco
- Yumbo
- Zarzal

### Vaupés

Municipalités du Vaupés.

Municipalités :
- Carurú
- Mitú
- Taraira

Corregimientos départementaux :
- Pacoa
- Papunahua
- Yavaraté

Corregimientos municipaux :
- Acaricuara
- Villa Fátima

### Vichada

Municipalités de la Vichada.

- Cumaribo (inclus les anciens corregimientos départementaux de San José de Ocune, et de Santa Rita)
- La Primavera
- Puerto Carreño
- Santa Rosalía

## Liste desdistricts
- 1954 :
  - District spécial de Bogotá.
- 1991 :
  - District capital de Bogotá ;
  - District industriel et portuaire de Barranquilla ;
  - District historique, culturel et touristique de Santa Marta ;
  - District culturel et touristique de Cartagena.
- 2007 :
  - District historique et culturel de Tunja ;
  - District spécial industriel, portuaire, biodiversifié et écotouristique de Buenaventura ;
  - District spécial écotouristique, historique et universitaire de Popayán ;
  - District spécial portuaire de Turbo ;
  - District spécial frontalier et touristique de Cúcuta ;
  - District spécial industriel, portuaire, biodiversifié et écotouristique de Tumaco.